# Scărișoara, Caraș-Severin
Scărișoara este un sat în comuna Cornereva din județul Caraș-Severin, Banat, România.